# ラッパ

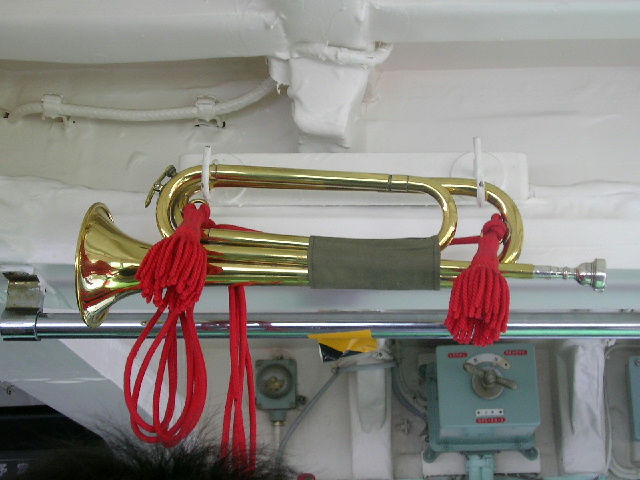
海上自衛隊の信号ラッパ

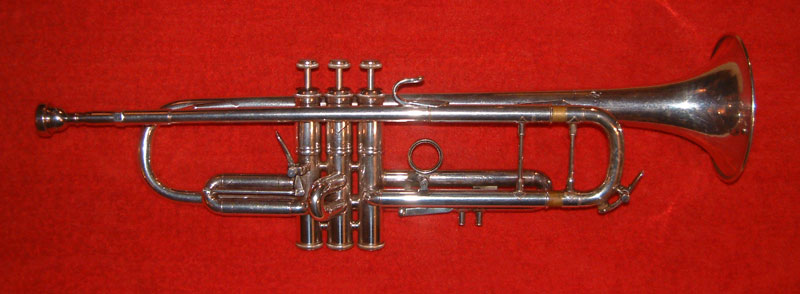
トランペット

ラッパ（喇叭）は、円錐形金管楽器の呼称である。先の広がった金属製の管の反対側の端に唇を当てて息を吹き込み、唇の振動する音を金属管で増幅して吹鳴する楽器の総称である。俗にトランペットなども含むが、特にビューグルなどバルブのない単純な構造のものをいう。

## 用途
信号ラッパ（ビューグル）
ピストンやロータリー式のバルブを持たない金管楽器のビューグルが信号ラッパとして用いられる。真鍮管などの金属管を溶接して成型する。陸上用ラッパと海上用ラッパがある。

熊よけラッパ
狩猟の際にクマから身を守るために用いられたラッパをいう。
行商ラッパ
豆腐屋など行商が用いたラッパをいう。

## 名前の由来
「ラッパ」の語源は未詳である。オランダ語のroeper、サンスクリットで「叫ぶ」の意のrava、ravaに由来する中国語の「喇叭 (la ba)」や蒙古名rapalなど諸説ある。

## 比喩表現としての「ラッパ」
- 誇張して話すことや、ほら話や大言壮語することを、小さなことを大きくするという意味で「ラッパを吹く」と表現する。
- 裾の広がったズボンのことを「ラッパズボン」と呼ぶ。
- 飲料を瓶に直接口をつけて飲む行為を、その姿から「ラッパ飲み」と言う。
- プロレスで腹や胸で相手の顔の上に乗る、または掌で鼻と口を塞いで息をできなくさせて窒息させる技。ブーブーとラッパのような音がすることからラッパと称される。
- 空腹（英語版）時の腹部からの飢餓収縮の音を指して「ラッパが鳴る」と用いることもある。
- 自動車、バイクなどのクラクション。